# 巴约勒锡尔贝图
巴约勒锡尔贝图（法語：Bailleul-Sir-Berthoult）是法国北部-加来海峡大区加来海峡省的一个市镇，属于阿拉斯区维米县。该市镇2009年时的人口为1,412人。

## 人口
巴约勒锡尔贝图人口变化图示
| 数据来源：INSEE |